# Чёрная Холуница
Чёрная Холуни́ца — посёлок в Омутнинском районе Кировской области России, образует Чёрнохолуницкое сельское поселение.

## География
Посёлок расположен на рекe Чёрная Холуница, в 136 км (на восток) от Кирова и в 33 км (на северо-запад) от Омутнинска.
В посёлке действуют несколько частных предприятий, осуществляющих лесозаготовку, обработку древесины. Углежжение. Почта, АТС, больница, аптека, лесничество Омутнинского лесхоза, ветеринарный пункт, средняя общеобразовательная школа, детский сад, библиотека, клуб и др.

## История
Основан в 1766 году в связи со строительством металлургического (чугунолитейного) завода. Основал его влиятельный вельможа из Санкт-Петербурга генерал-прокурор Александр Иванович Глебов после покупки этих земель у казны. Однако начатое строительство завода пришлось прекратить. Жители занимались добычей руды для соседнего Климковского завода.
В 1769 г. генерал А. И. Глебов продал заведённые им Холуницкие заводы промышленнику Савве Яковлеву. В 1810-м году по Указу от 18 февраля 1809 года Александр Иванович (внук Саввы) достраивает Чернохолуницкий доменный завод и плотину на реке в 355 сажен длиной. В это время завод имел две доменные печи, 6 кричных горнов и катальный стан. Практически весь производимый металл поступал на Главнохолуницкий завод (Белая Холуница) за 56 вёрст.
За последние 10 лет хозяйствования заводовладельца А. И. Яковлева заводы Холуницкого окpyгa, по причине накопившихся долгов более трех миллионов рублей находятся в казённой опеке. В 1838 г. надворный Советник Дмитрий Дмитриевич Пономарёв купил заводы с торгов.
В 1865 г. заводы снова взяты на казённый присмотр, для охранения их от окончательного расстройства.
27 сентября 1873 г. Холуницкие заводы на равных долевых началах переходят в полное владение коллежского советника Альфонса Фомича Поклевского-Козелл и надворного советника Николая Ивановича Севастьянова.
В общем владении Поклёвского и Севастьянова заводы были до 9 ноября 1874 года, а с этого времени они перешли в исключительное владение Поклевского на посессионном праве. В 1874 году Чернохолуницкий завод имел две домны и пудлингово-сварочную фабрику. Для получения стали высокогo качества в 1876 году была выстроена кричная фабрика и паровой кричный молот. На всех производствах работали 500 человек.
«…Располагая большими доходами от водочной и пивной торговли, владелец принялся за полную реставрацию Холуницких заводов и деятельным упорным трудом и крупными денежными вливаниями поставил их в такое положение, что заводы стали давать самую высокую выработку железа за все время их существования». (М. А. Павлов «Воспоминания металлурга»)
Альфонс Фомич Поклевский-Козелл умер 28 августа 1890 года. По завещанию заводы перешли во владение трёх его сыновей — Викентия, Ивана и Станислава Альфонсовичей. Пo разделу имущества между братьями Холуницкие заводы с 1898 года перешли в исключительное владение среднего брата Ивана Альфонсовича Поклёвскоrо-Козелл. В октябpe 1902 года Иван Поклёвский официально был объявлен несостоятельным должником и заводы перешли в ведение специального конкурсного управления. В 1909 году заводы закрываются.
В 1920-е гг. в Чёрной Холунице сильно сократилось количество населения (с 3309 чел. в 1917 до 1300 в 1925).
В 1925-26 году Чернохолуницкая домна вновь заработала, началась разработка месторождения железной руды на речке Гниловка. С 1929 года домна на Омутнинском заводе была затушена, и с 1930 г. Черная Холуница стала основным поставщиком чугуна для омутнинского мартена. В 1933—1938 гг. была построена УЖД Чёрная Холуница-Омутнинск.
С 1932 г. начинает работать поселковая столовая, открывается свое подсобное хозяйство. В 1933 г. впервые в посёлке открывается своя больница на 35 коек.
В 1938 г. Чёрная Холуница получает статус посёлка, был образован поселковый округ.
В 1941 г. в посёлок прибыл эвакуированный Порховский детский дом. В это же время церковь была переоборудована в рабочий клуб (колокола были сняты, один из них затоплен в пруду). В 1943 г. была построена электростанция для нужд завода и дававшая электроэнергию всему посёлку. В 1944 г. построена кирпичная баня. В 1945 г. — открывается детский сад.
В ноябре 1956 года завод закрывается и создаётся Чернохолуницких леспромхоз, ставший в 1960 г. лесопунктом Омутнинского ЛПХ.
В 1957 г. на берегу Чернохолуницкого пруда построен пионерский лагерь «Зелёная стрелка».
В 1960 г. строится новое кирпичное здание средней школы.
В 1961 г. открывается лесотехшкола, в которой велась подготовка специалистов для лесной промышленности областного объединения «Кировлеспром», и других регионов Советского Союза.
В 1981 году начинают свою работу ясли и аптека.
27 мая 1983 г. в здании клуба открывается краеведческий музей, экспозиции в котором размещены в четырёх отдельных комнатах. Музей является подлинным украшением посёлка и хранит память о периоде расцвета Чёрной Холуницы.
В 1989-90 гг. ведётся асфальтирование главных улиц и дорог посёлка.
В 1994 г. ликвидируется УЖД Чёрная Холуница — Омутнинск.
В 1997 г. закрывается лесотехшкола.
В 2001 г. объявлено банкротом основное предприятие посёлка — ОАО «Омутнисклес». Новое предприятие ОАО «Омутнинский лесокомбинат» также вскоре закрылось. В посёлке резко увеличивается количество безработных. Создаются несколько частных предприятий, специализирующиеся в области заготовки и обработки леса.
До 2006 года имел статус посёлка городского типа.
С 1 января 2006 года согласно Закону Кировской области от 07.12.2004 № 284-ЗО посёлок образует Чёрнохолуницкое сельское поселение.

## Население
| 5015 | 3144 | 2459 | 2097 |

| 2002  | 2010  | 2012  | 2013  | 2014  | 2015  | 2016  |
| ----- | ----- | ----- | ----- | ----- | ----- | ----- |
| 1587  | ↘1243 | ↘1182 | ↘1128 | ↘1062 | ↘1046 | ↘1035 |
| 2017  | 2018  | 2019  | 2020  | 2021  |       |       |
| ↘1015 | ↗1023 | ↘1006 | ↘977  | ↘863  |       |       |

## Достопримечательности
- Здание каменной церкви Покрова, где сейчас находится Клуб
- Краеведческий музей
- Памятник героям-землякам, павшим в годы Великой Отечественной войны
- Чернохолуницкое водохранилище (пруд)
- Источник солёной бром-йодистой минеральной воды
- Руины металлургического завода. Заводская труба

## Знаменитые уроженцы
- Вашляев, Геннадий Васильевич — Герой Советского Союза.
- Журавлёв, Валентин Андреевич — хирург, лауреат Государственной премии РФ, Почётный гражданин Кирова и Кировской области.
- Даниил (Кузнецов) — епископ Русской православной церкви.